# Hasle (Bornholm)
Hasle es una localidad situada en el municipio de Bornholm, en la región Capital (Dinamarca), con una población en 2012 de unos 1683 habitantes.
Se encuentra ubicada en la isla de Bornholm (mar Báltico), entre la costa sur de Suecia y la norte de Polonia.

## Historia

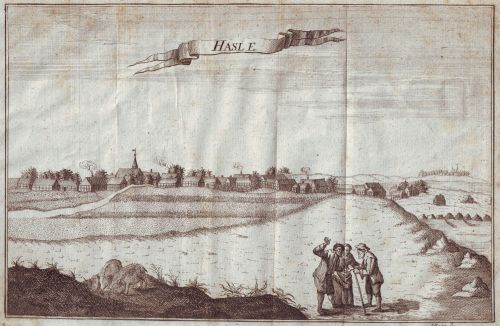
Hasle desde el norte con Rønne en la distancia. Grabado por Jonas Haas

El nombre "Hasle" parece haberse originado en el antiguo danés "hasli", que significa "avellano", y se usó en 1335 como el nombre del extremo norte de los cuatro condados de Bornholm (herreder) antes de ser aplicado a la ciudad en 1546. A mediados del siglo XVI, Hasle obtuvo derechos como ciudad comercial (que mantiene hoy como la segunda ciudad comercial más pequeña de Bornholm) y la autoriza para tener una administración local encabezada por un alcalde y practicar la manufactura y el comercio. La ubicación de la ciudad en tierras fértiles junto al mar brindó excelentes oportunidades para cultivar hortalizas (zanahorias) y pescar (arenque, bacalao y salmón). En 1658, cuando la población llegó a 300 habitantes, Hasle comenzó a hacerse notar. La ciudad es recordada por el papel que desempeñó en el siglo XVII cuando bajo el liderazgo de Jens Pedersen Kofoed, un comerciante, y Povl Hansen Ancher, el sacerdote local, sus ciudadanos ayudaron a liberar a Bornholm del dominio sueco.
Durante los siglos XVII y XVIII se hicieron varios intentos para explotar los recursos naturales en la zona, especialmente el carbón de alrededor de Sorthat y Muleby. Sin embargo, el mercado para el carbón en Bornholm fue pequeño excepto durante emergencias como las  Guerras inglesas (1807–1814). Desde finales del siglo XIX, la extracción de carbón dio paso a la producción de tejas de la arcilla local, lo que dio como resultado un mercado para las tejas de Hasle en Dinamarca y más allá. El área industrial al sur de la ciudad da testimonio de sus fábricas de carbón, vidrio y tejas, todas las cuales se encuentran cerradas, mientras que las tejas abundan en el mismo Hasle, incluso adornando sus pavimentos.
La prosperidad más reciente de la ciudad es el resultado del puerto, construido a finales del siglo XIX. Como no había un puerto natural como los de la costa norte de Bornholm, el puerto debía construirse desde cero. Pero fue sobre todo el puerto lo que impulsó la economía local, como se puede ver en los muchos ahumadores de la ciudad. Hasle también se convirtió en un puerto de escala en la ruta de vapor a Copenhague operada por Østbornholmske Dampskipsselskab.

## Iglesias
La iglesia de Ruth al este de Hasle se encuentra en una colina a 130 m sobre el nivel del mar. Se dice que el campanario es el más antiguo de la isla. La iglesia de Hasle, construida en el siglo XV en un estilo  Gótico tardío, tiene una talla de principios del siglo XVI, tríptico.